# Палюх Олександр Михайлович
Олекса́ндр Миха́йлович Па́люх (20 квітня 1994 — 7 грудня 2015) — солдат Збройних сил України, учасник російсько-української війни.

## Життєпис
Народився 1994 року в селі Шепель Луцького району, закінчив Шепельську ЗОШ, по тому —  Луцьке педагогічне училище. 2013 року вступив у Східноєвропейський національний університет імені Лесі Українки; працював вчителем музики у селі Буяни.
2013 призваний на строкову службу у Внутрішні війська МВС. 2014 року підписав контракт на подальшу службу в Національній гвардії. Брав участь в бойових діях на сході України.
7 грудня 2015 року під час перебування у відпустці помер внаслідок хвороби.
Похований у селі Шепель.
Без Олександра лишилися батьки, брат та сестра.

## Нагороди та вшанування
- Почесний громадянин Луцького району[1] (посмертно).
- 8 травня 2017 року у Шепельській ЗОШ відкрито меморіальну дошку Олександру Палюху[2].